# Жан Дебюкур
Жан Дебюку́р (фр. Jean Debucourt, справжнє ім'я — Жан Етьє́н Пеліссе́ (фр. Jean Étienne Pelisse); 19 січня 1894, Париж, Франція — 22 березня 1958, Монжерон, Ессонн, Франція) — французький актор театру та кіно.

## Біографія
Жан Дебюкур — син актора і режисера Шарля Ле Баржі (1858—1936). Акторську кар'єру починав на межі 1910-1920 років, виступаючи на бульварних сценах. У 1936 році увійшов до трупи театру «Комеді Франсез» та з наступного року став його сосьєтером. У театрі він здійснив кілька постановок та грав провідні ролі в класичному репертуарі (Альфред де Мюссе, Шекспір, Мольєр та ін.). Викладав у Школі на вулиці Бланш (фр. École de la rue Blanche, нині Вища національна школа мистецтв і техніки театру (фр. École nationale supérieure des arts et techniques du théâtre)) і Консерваторії драматичного мистецтва.
На початку 1920-х років Жан Дебюкур почав зніматися в німому кіно та за час своєї акторської кар'єри зіграв ролі у понад 100 кінофільмах. Знімався у кінороботах Жана Епштейна, Марселя Паньоля, Альберто Кавальканті, Абеля Ґанса, Анатоля Літвака, Жака Беккера, Макса Офюльса, Жана Гремійона, Андре Каятта, Жана Кокто, Крістіана-Жака, Саша Гітрі, Іва Аллегре, Жана Деланнуа та ін.
Жан Дебюкур помер 22 березня 1958 року в Монжероні, департамент Ессонн у Франції, у віці 64-х років. Похований на кладовищі в Егревілі, що в графстві Гатіне, де він провів ранню юність і куди, в пошуках спогадів, любив час від часу повертатися.

## Фільмографія (вибіркова)
| Рік  |   | Українська назва                            | Оригінальна назва                     | Роль                                   |
| ---- | - | ------------------------------------------- | ------------------------------------- | -------------------------------------- |
| 1922 | ф | Подвійне існування доктора Морара           | La double existence du docteur Morart | Поль Морар                             |
| 1922 | ф | Без фортеці                                 | Sans fortune                          | Жан Ларсак                             |
| 1923 | ф | Дрібниця                                    | Le petit chose                        | Жак Езетт                              |
| 1926 | ф | Жан Шуа                                     | Jean Chouan                           | Максиміліан Робесп'єр                  |
| 1928 | ф | Мадам Рекамі                                | Madame Récamier                       |                                        |
| 1928 | ф | Падіння дому Ашерів                         | La chute de la maison Usher           | сер Родерик Ашер                       |
| 1929 | ф | Чарівне життя Жанни Д'Арк, дочки Лотарингії | La merveilleuse vie de Jeanne d'Arc   | Карл VII                               |
| 1931 | ф | Одного вечора на фронті                     | Un soir, au front                     | капітан Елль                           |
| 1931 | ф | Містіґрі                                    | Mistigri                              | доктор Шалябр                          |
| 1933 | ф | Агонія орлів                                | L'agonie des aigles                   | лейтенант Паскаль де Бролі             |
| 1933 | ф | Зять пана Пуар'є                            | Le gendre de Monsieur Poirier         | Гастон де Прель                        |
| 1934 | ф | Князь Жан                                   | Le prince Jean                        | князь Леопольд д'Арнгейм               |
| 1935 | ф | Клоун Букс                                  | Le clown Bux                          | Брыссак                                |
| 1935 | ф | Скажи мені про кохання                      | Parlez-moi d'amour                    | Раймон Вальтьє                         |
| 1935 | ф | Кеніґсмарк                                  | Königsmark                            | лейтенант Гаґен                        |
| 1936 | ф | Майєрлінг                                   | Mayerling                             | граф Тааффе                            |
| 1936 | ф | Вовки серед нас                             | Les loups entre eux                   | лейтенант фон Бреннер                  |
| 1936 | ф | Велике кохання Бетховена                    | Un grand amour de Beethoven           | Граф Роберт Галленберг                 |
| 1937 | ф | П'яний                                      | La pocharde                           | доктор Маріньян                        |
| 1937 | ф | Пані Малакі                                 | La dame de Malacca                    | сер Ерік Темпль                        |
| 1940 | ф | Буря                                        | Tempête                               | Жерлі                                  |
| 1940 | ф | Від Майєрлінга до Сараєва                   | De Mayerling à Sarajevo               | Яначек                                 |
| 1942 | ф | Повернутися до щастя                        | Retour au bonheur                     | Жак Дорваль                            |
| 1942 | ф | Останній козир                              | Dernier atout                         | Тома                                   |
| 1942 | ф | Влада грошей                                | Les affaires sont les affaires        | віконт да Ля Фонтенель                 |
| 1942 | ф | Любовні листи                               | Lettres d'amour                       | імператор Наполеон III                 |
| 1942 | ф | Постріл в ночі                              | Coup de feu dans la nuit              | слідчий суддя                          |
| 1943 | ф | Марі-Мартіна                                | Marie-Martine                         | мосьє де Лашом                         |
| 1943 | ф | Пан де Лурден                               | Monsieur des Lourdines                | лікар                                  |
| 1943 | ф | Малярія                                     | Malaria                               | доктор Сиріл                           |
| 1943 | ф | Ніжна                                       | Douce                                 | Енгельберт де Бонафе                   |
| 1943 | ф | Малібран                                    | La Malibran                           | друг графині                           |
| 1944 | ф | Небо належить вам                           | Le ciel est à vous                    | мосьє Ларше                            |
| 1945 | ф | Роже-Ганьба                                 | Roger la Honte                        | мосьє Нуарвіль                         |
| 1946 | ф | Поки я живу                                 | Tant que je vivrai                    | Жан Марайль                            |
| 1946 | ф | Ідіот                                       | L'Idiot                               | Афанасій Іванович Тоцький              |
| 1946 | ф | Його остання роль                           | Son dernier rôle                      | професор Мерсьє                        |
| 1946 | ф | Відвідувач                                  | Le visiteur                           | інспектор                              |
| 1946 | ф | Зустріч у Парижі                            | Rendez-vous à Paris                   | Раймон Абур                            |
| 1947 | ф | Утікач                                      | Le fugitif                            | доктор Жак Бревілль                    |
| 1947 | ф | Жінка в червоному                           | La femme en rouge                     | Іманефф                                |
| 1947 | ф | Потік                                       | Torrents                              | Ліндваль                               |
| 1947 | ф | Диявол у тілі                               | Le diable au corps                    | Едуар Жобер                            |
| 1947 | ф | Не винен                                    | Non coupable                          | інспектор Шамбон                       |
| 1947 | ф | Запаморочення                               | Vertiges                              | професор Боран                         |
| 1947 | ф | Мосьє Вінсент                               | Monsieur Vincent                      | Філіпп-Еммануель де Гонді, граф Жуаньї |
| 1948 | ф | Дама, що прийшла об одинадцятій             | La dame d'onze heures                 | доктор Вермелен                        |
| 1948 | ф | Від людини до людей                         | D'homme à hommes                      | Наполеон III                           |
| 1948 | ф | Двоглавий орел                              | L'aigle à deux têtes                  | герцог Фелікс де Вілленштайн           |
| 1948 | ф | Кульгавий диявол                            | Le diable boiteux                     | барон Гумбольдт                        |
| 1949 | ф | Останнє кохання                             | Dernier amour                         | де Краван                              |
| 1949 | ф | Ешафот може почекати                        | L'échafaud peut attendre              | доктор Жаннін                          |
| 1949 | ф | Білі лапки                                  | Pattes blanches                       | слідчий суддя                          |
| 1949 | ф | Таємниця Майєрлінга                         | Le secret de Mayerling                | імператор Франц-Йозеф                  |
| 1949 | ф | А ось і красуня                             | La belle que voilà                    | мосьє де ла Брюнері                    |
| 1950 | ф | Римський експрес                            | Rome Express                          | Ласаж                                  |
| 1950 | ф | Злочин праведних                            | Le crime des justes                   | Арналь на прізвисько «Радник»          |
| 1950 | ф | Прелюдія слави                              | Prélude à la gloire                   | Марешаль                               |
| 1950 | ф | Правосуддя відбулося                        | Justice est faite                     | Мішель Кодрон, 7-й присяжний           |
| 1951 | ф | Судове посвідчення                          | Identité judiciaire                   | метр Макс Берте                        |
| 1951 | ф | Синя борода                                 | Barbe-Bleue                           | мажордом                               |
| 1951 | ф | Мис Надії                                   | Le cap de l'espérance                 | комісар Андре Тройон                   |
| 1951 | ф | Отрута                                      | La Poison                             | метр Обанель                           |
| 1952 | ф | Жослін                                      | Jocelyn                               | Хрещений батько Жулі                   |
| 1952 | ф | Фанфан-тюльпан                              | Fanfan la Tulipe                      | голос історика, озвучування            |
| 1952 | ф | Шкіряний ніс                                | Nez de cuir                           | маркіз де Брів                         |
| 1952 | ф | Сім смертних гріхів                         | Les sept péchés capitaux              | мосьє Сіньяк (епізод «Гординя»)        |
| 1952 | ф | Відкритий проти Х                           | Ouvert contre X                       | Ландрі                                 |
| 1952 | ф | Суд у Ватикані                              | Procès au Vatican                     | мосьє Мартен                           |
| 1952 | ф | Кюре у багатіїв                             | Mon curé chez les riches              | монсеньйор Сібуї                       |
| 1952 | ф | Божевілля молодості                         | La jeune folle                        | таємнича людина                        |
| 1952 | ф | Північ, доктор Швейцер                      | Il est minuit, docteur Schweitzer     | батько Шарля                           |
| 1952 | ф | Золота карета                               | Le carrosse d'or                      | єпископ Кармоль                        |
| 1953 | ф | Довгі зуби                                  | Les dents longues                     | Ґудаль                                 |
| 1953 | ф | Мадам …                                     | Madame de...                          | ювелір                                 |
| 1953 | ф | Коханці Маріанни                            | Les amoureux de Marianne              | монсеньойор                            |
| 1954 | ф | Бунтівники з Ломанака                       | Les révoltés de Lomanach              | маркіз де Ломанак                      |
| 1954 | ф | Мадемуазель Нітуш                           | Mam'zelle Nitouche                    | майор Леон де Лонґвіль                 |
| 1954 | ф | Таємниця Гелени Марімон                     | Le secret d'Hélène Marimon            | Каміль Марімон                         |
| 1954 | ф | За закритими дверима                        | Huis clos                             | генерал                                |
| 1955 | ф | Наполеон                                    | Napoléon                              | Жозеф Фуше (в титрах не вказаний)      |
| 1955 | ф | Син Кароліни Шерф                           | Le fils de Caroline chérie            | ігумен                                 |
| 1955 | ф | Люди в білому                               | Les hommes en blanc                   | професор Убержі                        |
| 1955 | ф | Нана                                        | Nana                                  | Наполеон III                           |
| 1955 | ф | Мілорд Арсуйський                           | Milord l'Arsouille                    | король Луї-Філіпп                      |
| 1955 | ф | Нічна Маргарита                             | Marguerite de la nuit                 | суворий чоловік                        |
| 1955 | ф | Вуличне світло                              | La lumière d'en face                  | професор Ньюмі                         |
| 1955 | ф | Якби нам розповіли про Париж                | Si Paris nous était conté             | Філіпп де Коммін                       |
| 1956 | ф | Кюре у жебраків                             | Mon curé chez les pauvres             | монсеньйор Сібуї                       |
| 1956 | ф | Зарплата гріха                              | Le salaire du péché                   | Френк Ліндстром                        |
| 1956 | ф | Пригоди Тіля Уленшпігеля                    | Les aventures de Till L'Espiègle      | кардинал                               |
| 1957 | ф | Салемські чаклунки                          | Les sorcières de Salem                | преподобний Парі                       |
| 1957 | ф | Коли втручається жінка                      | Quand la femme s'en mêle              | Огюст Кудер                            |
| 1958 | ф | Мегре розставляє тенета                     | Maigret tend un piège                 | Каміль Гімар, директор судової міліції |